# 베티 화이트
베티 화이트(Betty White, 1922년 1월 17일~2021년 12월 31일)는 미국의 배우이자 코미디언이다. 시트콤 '메리 타일리 무어 쇼', '골든 걸스' 등에 출연했다. 80여 년간 배우로 활동하며 프라임타임 에미상, 미국 배우 조합상 코미디 부문 여우주연상 등을 수상했다.

## 영화
- 하드 레인 (영화)
- 홀리 맨
- 플래시드
- 스토리 오브 어스
- 브링 다운 더 하우스
- 벼랑 위의 포뇨
- 프로포즈 (영화)
- 유 어게인
- 로렉스 (영화)
- 토이 스토리 4
- 밀리언 달러 트러블

## 텔레비전
- 후즈 더 보스?
- 더 골든 걸스
- 우리 생애 나날들
- 닥터 슬론
- 안녕 노디
- 헤라클레스 (애니메이션)
- 앨리 맥빌
- 킹 오브 더 힐
- 심슨 가족
- 엘런 쇼
- 예스, 디어
- 요절복통 70쇼
- 빌리와 맨디의 무시무시한 모험
- 에버우드
- 더 프랙티스
- 마이 와이프 앤 키즈
- 말콤네 좀 말려줘
- 프라이드의 아버지
- 조이 (시트콤)
- 보스턴 리걸
- 마이 네임 이즈 얼
- 패밀리 가이
- 더 볼드 앤 더 뷰티풀
- 어글리 베티
- 심슨 가족
- 30 ROCK
- 헤크 패밀리
- 새터데이 나이트 라이브
- 커뮤니티 (시트콤)
- 핫 인 클리블랜드
- 클라이언트 리스트 (드라마)
- 미키 마우스 (애니메이션)
- 새터데이 나이트 라이브
- 본즈 (드라마)
- 네모바지 스폰지밥